# Cirugía oncológica
La cirugía oncológica es la especialidad médica derivada de la cirugía general que se ocupa de la prevención, diagnóstico, tratamiento quirúrgico y seguimiento de los pacientes con tumores, sean estos benignos o malignos (cáncer). Se apoya y trabaja en multidisciplina con otras especialidades oncológicas como la oncología médica,radiooncología, hematología y medicina paliativa por mencionar algunas.

## Formación
La especialización en cirugía oncológica requiere por lo menos en México finalizar la especialidad en cirugía general y posteriormente cursar 3 años adicionales de residencia en cirugía oncológica mediante el sistema de residencia hospitalaria. En América Latina la cirugía oncológica es una especialidad bien establecida, sin embargo en Europa y Estados Unidos a pesar de existir, es más común que cada especialidad trate sus patologías oncológicas (i.e. cirugía de Tórax, oncología ginecológica...) sin embargo el enfoque diagnóstico-terapéutico y el perfil del cirujano prevalecen.
Durante los 3 años de formación el residente debe rotar por diferentes servicios quirúrgicos derivados de la misma Cirugía Oncológica, dichos servicios pueden variar en distribución, sin embargo el principio general se enfoca a subdivir la cirugía oncológica por regiones anatómicas o por tipo de tumor. Un esquema tradicional de rotaciones bimestrales incluye:
1. Cirugía de tumores de colon y recto.
2. Cirugía de tumores de tórax
3. Cirugía de tumores urológicos.
4. Cirugía de tumores de cabeza y cuello.
5. Cirugía de tumores de piel.
6. Cirugía de tumores ginecológicos.
7. Cirugía de tumores gastrointestinales, hígado y páncreas.
8. Cirugía de sarcomas y tumores de tejidos blandos.
9. Cirugía de tumores de mama.

Al finalizar su entrenamiento de 3 años el cirujano oncólogo está entrenado para realizar los procedimientos oncológicos más comunes en las áreas antes mencionadas, sin embargo, por lo general el cirujano oncólogo puede decidir enfocarse en una o dos áreas durante un año más (e.g. cirugía de tumores de tórax o cirugía de tumores de páncreas...) con el fin desarrollar alta experiencia técnica y teórica en un campo en particular.

## Competencias
La cirugía oncológica tiene 5 enfoques diferentes y complementarios:
1. Cirugía diagnóstica: se refiere a la obtención de biopsias a través de procedimientos invasivos.
2. Cirugía de urgencia: trata aquellas complicaciones generadas por el tumor que ponen en riesgo la vida del paciente a corto plazo (i.e. oclusión intestinal, perforación de vísceras, hemorragia, obstrucción respiratoria...).
3. Cirugía representativa: propiamente se refiere a la extracción del tumor y/o sus metástasis con criterios oncológicos (i.e. margen de tejido sano, linfadenectomía, respetar la integridad capsular del tumor, extirpar el órgano o tumor desde el origen vascular del mismo...) con el fin de ofrecer beneficios oncológicos (i.e. aumento en el periodo libre de enfermedad y aumento en la sobrevida global).
4. Cirugía paliativa: aquella en la que se retira el tumor o se resuelven las complicaciones generadas por éste pero generalmente sin beneficio real en la supervivencia del paciente (i.e. resecar un tumor sangrante, realizar un estoma para tratar una oclusión intestinal, realizar un traqueostomía...)
5. Cirugía reconstructiva: gran parte de las resecciones oncológicas requieren reconstrucción con tejidos o prótesis, algunas de éstas pueden ser realizadas por el Cirujano Oncólogo[4] y en otras se requiere el apoyo de cirujanos plásticos por ejemplo. (e.g. reconstrucción mamaria posterior a una mastectomía).

Otro tipo de intervenciones que realizan los cirujanos oncólogos con frecuencia se refiere a la instalación de accesos venosos centrales para administración de quimioterapia (e.g. Port-a-Cath). Así mismo en ciertos pacientes con alta predisposición a desarrollar cáncer (e.g. cáncer de mama) se pueden realizar cirugías resectivas con intención profiláctica.
Las intervenciones en cirugía oncólogica pueden realizar por abordajes abiertos tradicionales o por cirugía de mínima invasión (laparoscopia o laparoscopia asistida por robot) dependiendo de las características del paciente, características del tumor, experiencia del cirujano y disponibilidad de tecnología laparoscópica o robótica.